# Danh sách trò chơi Marvelous Entertainment
Đây là danh sách các trò chơi của Marvelous Entertainment. Danh sách này liên quan đến các trò chơi đã được xuất bản từ 31 tháng 3 năm 2003 trở đi, sau khi hoàn tất quá trình mua Victor Interactive Software. Các trò chơi do công ty con Rising Star Games thuộc sở hữu tư nhân xuất bản ở Châu Âu cũng được đưa vào danh sách này.

## Microsoft Windows
| Tựa                                     | Ngày                | Nhà phát triển          | Vùng |
| --------------------------------------- | ------------------- | ----------------------- | ---- |
| Half-Minute Hero: Super Mega Neo Climax | 27 tháng 9 năm 2012 | Marvelous Entertainment | BM   |
| Half-Minute Hero: The Second Coming     | 24 tháng 4 năm 2014 | Marvelous Entertainment | BM   |

## Xbox 360
| Tựa                                                        | Ngày             | Nhà phát triển          | Vùng    |
| ---------------------------------------------------------- | ---------------- | ----------------------- | ------- |
| Deadly Premonition (NA) / Red Seeds Profile (JP)           | tháng 2 năm 2010 | Access Games            | BM / JP |
| No More Heroes: Heroes' Paradise                           | tháng 4 năm 2010 | Feelplus                | JP      |
| Half-Minute Hero: Super Mega Neo Climax (Xbox Live Arcade) | tháng 6 năm 2011 | Marvelous Entertainment | BM / JP |

## Game Boy Advance
| Tựa                                        | Ngày               | Nhà phát triển                    | Vùng(s)      |
| ------------------------------------------ | ------------------ | --------------------------------- | ------------ |
| The King of Fighters EX: Neo Blood         | 1 tháng 1 năm 2002 | Marvelous Entertainment           | JP / BM / EU |
| The King of Fighters EX2: Howling Blood    | 1 tháng 1 năm 2003 | Marvelous Entertainment / Sun-Tec | JP / BM      |
| Harvest Moon: Friends of Mineral Town      | tháng 4 năm 2003   | Marvelous Entertainment           | JP / AUS     |
| Harvest Moon: More Friends of Mineral Town | tháng 12 năm 2003  | Marvelous Entertainment           | JP / AUS     |
| CIMA: The Enemy                            | tháng 10 năm 2005  | Neverland                         | JP           |
| Legend of the River King 3 & 4             | tháng 10 năm 2005  |                                   | JP           |

## Nintendo GameCube
| Tựa                                  | Ngày              | Nhà phát triển          | Vùng         |
| ------------------------------------ | ----------------- | ----------------------- | ------------ |
| Harvest Moon: A Wonderful Life       | tháng 9 năm 2003  | Marvelous Entertainment | JP / BM / EU |
| Harvest Moon: Another Wonderful Life | tháng 8 năm 2004  | Marvelous Entertainment | JP / BM      |
| Harvest Moon: Magical Melody         | tháng 11 năm 2005 | Marvelous Entertainment | JP / BM / EU |

## Nintendo DS
| Tựa                                                                 | Ngày              | Nhà phát triển                    | Vùng          |
| ------------------------------------------------------------------- | ----------------- | --------------------------------- | ------------- |
| Harvest Moon DS                                                     | tháng 3 năm 2005  | Marvelous Entertainment           | JP / EU / AUS |
| Space Invaders Revolution                                           | tháng 7 năm 2005  |                                   | EU            |
| Lunar: Dragon Song                                                  | tháng 8 năm 2005  | Japan Art Media                   | JP / EU       |
| Urusei Yatsura: Endless Summer                                      | tháng 10 năm 2005 |                                   | JP            |
| Bubble Bobble Revolution                                            | tháng 12 năm 2005 | Dreams                            | EU / AUS      |
| Harvest Moon DS Cute                                                | tháng 12 năm 2005 | Marvelous Entertainment           | JP            |
| Ys Strategy                                                         | tháng 3 năm 2006  | Future Creates                    | JP / EU       |
| Contact                                                             | tháng 3 năm 2006  | Grasshopper Manufacture           | JP / EU / AUS |
| Rainbow Islands Revolution                                          | tháng 4 năm 2006  | Dreams                            | EU / AUS      |
| SBK: Snowboard Kids                                                 | tháng 4 năm 2006  | racjin                            | EU / AUS      |
| Rune Factory: A Fantasy Harvest Moon                                | tháng 8 năm 2006  | Neverland                         | JP / EU / AUS |
| Negima!?: Chou Mahora Taisen Kattoiin, Keiyaku Shikkou Dechai masuu | tháng 10 năm 2006 | Natsume                           | JP            |
| Harvest Moon: Island of Happiness                                   | tháng 2 năm 2007  | Marvelous Entertainment           | JP / AUS      |
| New Zealand Story Revolution                                        | tháng 2 năm 2007  | Dreams                            | EU / AUS      |
| Luminous Arc                                                        | tháng 2 năm 2007  | imageepoch                        | JP / EU / AUS |
| Negima!?: Chou Mahora Taisen Chuu                                   | tháng 3 năm 2007  | Natsume                           | JP            |
| River King: Mystic Valley                                           | tháng 6 năm 2007  |                                   | JP / EU       |
| Rune Factory 2: A Fantasy Harvest Moon                              | tháng 1 năm 2008  | Neverland                         | JP            |
| Flower, Sun, and Rain: Murder and Mystery in Paradise               | tháng 3 năm 2008  | Grasshopper Manufacture, h.a.n.d. | JP            |
| Bomberman Story DS                                                  | tháng 3 năm 2008  | Hudson Soft                       | EU / AUS      |
| Bomberman Land Touch! 2                                             | tháng 3 năm 2008  | Hudson Soft                       | EU / AUS      |
| Lux-Pain                                                            | tháng 3 năm 2008  | Killaware                         | JP / EU       |
| Dungeon Explorer: Warriors of Ancient Arts                          | tháng 4 năm 2008  | Hudson Soft                       | EU / AUS      |
| Luminous Arc 2 Will                                                 | tháng 5 năm 2008  | imageepoch                        | JP            |
| Eco Creatures: Save the Forest                                      | tháng 5 năm 2008  | Leightweight, Headlock            | EU / AUS      |
| Steal Princess                                                      | tháng 7 năm 2008  | Climax Entertainment              | JP            |
| LOL                                                                 | tháng 8 năm 2008  | skip                              | EU            |
| To Love-Ru -Trouble- Waku Waku! Rinkangakkō-hen                     | tháng 8 năm 2008  |                                   | JP            |
| Dungeon Maker                                                       | tháng 9 năm 2008  | Global A                          | EU / AUS      |
| Avalon Code                                                         | tháng 11 năm 2008 | Matrix Software                   | JP / BM       |
| Sakura Note: Ima ni Tsunagaru Mirai                                 | tháng 9 năm 2009  | Audio Games                       | JP            |
| Rune Factory 3                                                      | tháng 10 năm 2009 | Neverland                         | JP            |
| Luminous Arc 3 Eyes                                                 | tháng 12 năm 2009 | imageepoch                        | JP            |
| PostPet DS                                                          | tháng 12 năm 2009 | Alphadream                        | JP            |
| Livlｙ Garden                                                       | tháng 1 năm 2010  |                                   | JP            |
| Harvest Moon: The Tale of Two Towns                                 | tháng 7 năm 2010  | Marvelous Entertainment           | JP            |

## Wii
| Tựa                                        | Ngày              | Nhà phát triển          | Vùng               |
| ------------------------------------------ | ----------------- | ----------------------- | ------------------ |
| Harvest Moon: Tree of Tranquility          | tháng 6 năm 2007  | Marvelous Entertainment | JP / BM / EU / AUS |
| Mahō Sensei Negima!? Neo-Pactio Fight!!    | tháng 6 năm 2007  | Shade                   | JP                 |
| No More Heroes                             | tháng 12 năm 2007 | Grasshopper Manufacture | JP / EU / AUS      |
| Katekyo Hitman Reborn! Dream Hyper Battle! | tháng 1 năm 2008  | Shade                   | JP                 |
| Harvest Moon: Magical Melody               | tháng 3 năm 2008  | Marvelous Entertainment | EU / AUS           |
| Bomberman Land                             | tháng 3 năm 2008  | racjin                  | EU / AUS           |
| Super Swing Golf                           | tháng 8 năm 2008  | Tecmo                   | EU / AUS           |
| Baroque                                    | tháng 8 năm 2008  | Sting Entertainment     | JP / BM / EU       |
| Rune Factory Frontier                      | tháng 11 năm 2008 | Neverland               | JP / BM / EU       |
| Little King's Story                        | tháng 7 năm 2009  | Town Factory, Cing      | JP / BM / EU / AUS |
| Muramasa: The Demon Blade                  | tháng 9 năm 2009  | Vanillaware             | JP / BM /EU        |
| No More Heroes 2: Desperate Struggle       | tháng 1 năm 2010  | Grasshopper Manufacture | JP / BM / EU       |
| Valhalla Knights: Eldar Saga               | tháng 9 năm 2009  | K2 LLC                  | JP / BM            |
| Arc Rise Fantasia                          | tháng 6 năm 2010  | imageepoch              | JP / BM            |
| Rune Factory: Tides of Destiny             | tháng 2 năm 2011  | Neverland               | JP / BM / EU       |
| Ikenie no Yoru                             | tháng 3 năm 2011  | Marvelous Entertainment | JP                 |

## Nintendo 3DS
| Tựa                                                                       | Ngày             | Nhà phát triển          | Vùng          |
| ------------------------------------------------------------------------- | ---------------- | ----------------------- | ------------- |
| Zoo Resort 3D                                                             | tháng 5 năm 2011 | AQ Interactive          | JP            |
| Fish Eyes 3D                                                              | tháng 6 năm 2011 | Marvelous Entertainment | JP            |
| Senran Kagura Burst                                                       | tháng 8 năm 2012 | Tamsoft                 | JP / BM / PAL |
| Bokujou Monogatari: Hajimari no Daichi / Harvest Moon 3D: A New Beginning | tháng 2 năm 2012 | Marvelous Entertainment | JP / BM / PAL |
| Rune Factory 4                                                            | tháng 7 năm 2012 | Neverland (công ty)     | JP / BM / PAL |
| Story of Seasons                                                          | tháng 2 năm 2014 | Marvelous Entertainment | JP / BM / PAL |
| Senran Kagura 2: Deep Crimson                                             | tháng 8 năm 2014 | Tamsoft                 | JP / BM / PAL |
| Return to PopoloCrois: A Story of Seasons Fairytale                       | tháng 6 năm 2015 | Epics / Marvelous AQL   | JP / BM / PAL |
| Story of Seasons: Trio of Towns                                           | tháng 6 năm 2016 | Marvelous Entertainment | JP / BM / PAL |

## PlayStation 2
| Tựa                                                       | Ngày              | Nhà phát triển          | Vùng(s) |
| --------------------------------------------------------- | ----------------- | ----------------------- | ------- |
| Inaka Kurashi: Minami no Shima no Monogatari              | tháng 9 năm 2002  |                         | JP      |
| Fish Eyes 3                                               | tháng 6 năm 2003  |                         | JP      |
| Rhapsody of Zephyr                                        | tháng 1 năm 2004  | Softmax                 | JP      |
| GUNSLINGER GIRL vol.1                                     | tháng 4 năm 2004  |                         | JP      |
| UFC: Sudden Impact                                        | tháng 4 năm 2004  | Opus                    | JP      |
| GUNSLINGER GIRL vol.2                                     | tháng 6 năm 2004  |                         | JP      |
| XIII                                                      | tháng 8 năm 2004  | Ubisoft Paris           | JP      |
| GUNSLINGER GIRL vol.3                                     | tháng 8 năm 2004  |                         | JP      |
| Broken Sword: The Sleeping Dragon                         | tháng 9 năm 2004  | Revolution Software     | JP      |
| The Great Escape                                          | tháng 10 năm 2004 | Pivotal Games           | JP      |
| Harvest Moon: A Wonderful Life Special Edition            | tháng 11 năm 2004 | Marvelous Entertainment | JP      |
| River King: A Wonderful Journey                           | tháng 1 năm 2005  |                         | JP      |
| Tian Xing: Swords of Destiny                              | tháng 2 năm 2005  | Artoon                  | JP / EU |
| Make Your Dream Home 2! Takumi                            | tháng 2 năm 2005  |                         | JP      |
| Gakkou wo Tsukurou Happy Days!!                           | tháng 3 năm 2005  |                         | JP      |
| BECK: The Game                                            | tháng 3 năm 2005  |                         | JP      |
| Futakoi Alternative: Koi to Shoujo to Machinegun          | tháng 6 năm 2005  |                         | JP      |
| Mai-HiME: Unmei no Keitōju                                | tháng 6 năm 2005  |                         | JP      |
| School Rumble Neru Musume ha Sodatsu.                     | tháng 7 năm 2005  |                         | JP      |
| Make Your Dream Home 2! Kantan Sekkei!!                   | tháng 2 năm 2006  |                         | JP      |
| Dessert Love Sweet Plus                                   | tháng 2 năm 2006  |                         | JP      |
| Kashimashi ~Girl Meets Girl~ Hajimete no Natsu Monogatari | tháng 3 năm 2006  |                         | JP      |
| School Rumble Ni-Gakki                                    | tháng 7 năm 2006  |                         | JP      |
| Cluster Edge: The Pass you Hold to the Future             | tháng 9 năm 2006  |                         | JP      |
| Princess Princess                                         | tháng 10 năm 2006 |                         | JP      |
| Ah! My Goddess!                                           | tháng 2 năm 2007  |                         | JP      |
| Gakuen Utopia Manabi Straight! Kira Kira ☆ Happy Festa!   | tháng 3 năm 2007  |                         | JP      |
| Innocent Life: A Futuristic Harvest Moon                  | tháng 3 năm 2007  | ArtePiazza              | JP      |
| Binchō-tan                                                | tháng 4 năm 2007  |                         | JP      |
| Simoun Ibara Sensō ~Fūin no Ri Mājon~                     | tháng 6 năm 2007  |                         | JP      |
| Ikki Tousen: Shining Dragon                               | tháng 7 năm 2007  | Idea Factory            | JP      |
| Baroque                                                   | tháng 8 năm 2008  |                         | EU      |
| Hanamuko Romanesque                                       | tháng 5 năm 2008  |                         | JP      |
| Junjo Romantica: Pure Romance                             | tháng 11 năm 2008 |                         | JP      |

## PlayStation Portable
| Tựa                                             | Ngày              | Nhà phát triển          | Vùng(s) |
| ----------------------------------------------- | ----------------- | ----------------------- | ------- |
| AI Igo                                          | tháng 12 năm 2004 |                         | JP      |
| AI Mahjong                                      | tháng 12 năm 2004 |                         | JP      |
| AI Shogi                                        | tháng 1 năm 2005  |                         | JP      |
| Space Invaders: Galaxy Beat                     | tháng 9 năm 2005  |                         | JP / EU |
| Harvest Moon: Boy & Girl                        | tháng 11 năm 2005 |                         | JP      |
| Innocent Life: A Futuristic Harvest Moon        | tháng 4 năm 2006  | ArtePiazza              | JP / EU |
| Bubble Bobble Evolution                         | tháng 7 năm 2006  |                         | JP / EU |
| Valhalla Knights                                | tháng 8 năm 2006  | K2 LLC                  | JP / EU |
| Pilot Academy                                   | tháng 9 năm 2006  |                         | JP / EU |
| Fish Eyes Portable                              | tháng 9 năm 2006  |                         | JP      |
| Rainbow Islands Evolution                       | tháng 2 năm 2007  |                         | JP / EU |
| Bomberman Land                                  | tháng 3 năm 2008  |                         | EU      |
| Umihara Kawase Portable                         | tháng 3 năm 2008  | Rocket Studios          | JP      |
| Dungeon Explorer: Warriors of Ancient Arts      | tháng 3 năm 2008  |                         | EU      |
| Valhalla Knights 2                              | tháng 5 năm 2008  | K2 LLC                  | JP / BM |
| R-Type Command                                  | tháng 9 năm 2008  | irem                    | EU      |
| Ikki Tousen: Eloquent Fist                      | tháng 10 năm 2008 | Tamsoft                 | JP      |
| Harvest Moon: Hero of Leaf Valley               | tháng 5 năm 2009  |                         | JP      |
| Valhalla Knights 2: Battle Stance               | tháng 6 năm 2009  | K2 LLC                  | JP / BM |
| To Love-Ru -Trouble- Doki Doki! Rinkaigakkō-hen | tháng 7 năm 2009  |                         | JP      |
| Half-Minute Hero                                | tháng 10 năm 2009 | Marvelous Entertainment | JP / EU |
| Ikki Tousen: Xross Impact                       | tháng 4 năm 2010  | Tamsoft                 | JP      |
| Fate/Extra                                      | tháng 7 năm 2010  | Type-Moon, Imageepoch   | JP      |
| Half-Minute Hero 2                              | tháng 8 năm 2011  | Marvelous Entertainment | JP      |
| Grand Knights History                           | tháng 9 năm 2011  | Vanillaware             | JP      |

## PlayStation 3
| Tựa                              | Ngày             | Nhà phát triển | Vùng(s) |
| -------------------------------- | ---------------- | -------------- | ------- |
| Red Seeds Profile                | tháng 3 năm 2010 | Access Games   | JP      |
| No More Heroes: Heroes' Paradise | tháng 4 năm 2010 | Feelplus       | JP      |
| Rune Factory Oceans              | tháng 2 năm 2011 | Neverland      | JP      |
| No More Heroes: Red Zone Edition | tháng 7 năm 2011 | AQ Interactive | JP      |

## Arcade
| Tựa                                                                | Ngày             | Nhà phát triển          | Vùng(s) |
| ------------------------------------------------------------------ | ---------------- | ----------------------- | ------- |
| Dengen Tenshi Taisen Janshi Shangri-la: Cyber Angel Mahjong Battle | tháng 8 năm 1999 | Marvelous Entertainment | JP      |